# Gerbillus stigmonyx
Espèce
Synonymes
- Dipodillus stigmonyx (Heuglin, 1877)

Statut de conservation UICN

 DD  : Données insuffisantes
Gerbillus stigmonyx est une espèce de gerbilles d'Afrique orientale appartenant à la famille des Muridés. Elle est classée par certains auteurs dans le genre Dipodillus.
Cette espèce est uniquement connue au Soudan, à l'ouest du Nil Blanc.
Synonymes :
- Dipodillus stigmonyx[2]
- Dipodillus (Petteromys) stigmonyx[3]